# Російська фашистська партія
Російська фашистська партія — організація, сформована на базі ряду профашистських молодіжних організацій у середовищі російських емігрантів у Харбіні (адміністративний центр провінції Хейлунцзян) у травні 1931. Генеральним секретарем партії протягом всього її існування був Костянтин Родзаєвський.
Сучасна російська політологія розглядає російський фашизм як один з проявів «зміновіхівства» (рос. «сменовеховство») — емігрантської течії, представники якої вважали за необхідне змінити своє ставлення до радянської влади.

## Історія

### Передумови виникнення

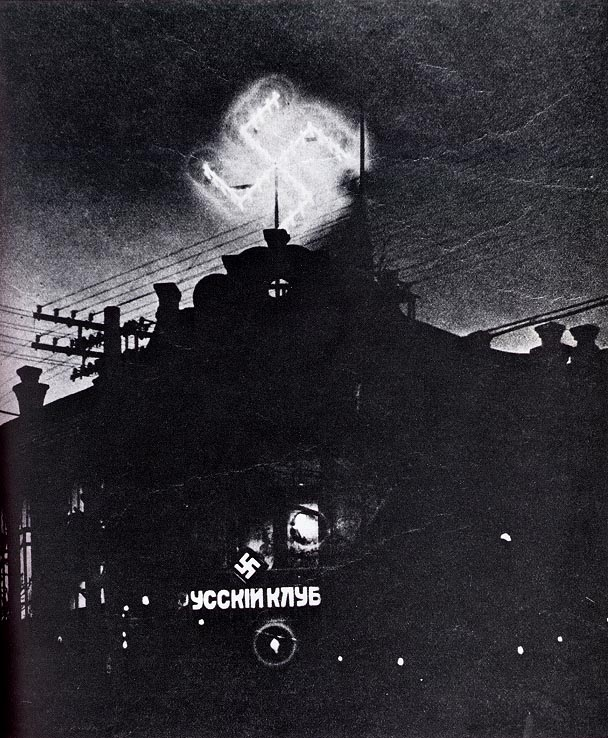
Російський клуб в Харбіні

Уважному вивченню фашизму російська еміграція почала приділяти увагу близько 1924 року. У той час у Сербії була здійснена перша спроба організації рос. Русской фашистской партии. Очолювали рух професор Д. П. Рузський та генерал П. В. Черський. 1927 року цей рух, під назвою рос. Национальная организация Русских фашистов, опублікував свою програму, що ґрунтувалася на загальних положеннях італійського фашизму з намаганнями забезпечити їх відповідність російським умовам. Метою проголошувалася революційна боротьба із більшовизмом і відновлення звільненої від комунізму Росії. Подальшого організаційного розвитку цей рух не отримав. Але ідеї фашизму були підтримані російською еміграцією на Далекому сході.
Виникнення фашистських організацій у Харбіні більшість російських дослідників відносить до середини 1920-х років. Тоді, на думку історика Ю. Мельникова, в Маньчжурії в середовищі російських емігрантів відбувалися активні пошуки нових соціальних ідей та організаційних форм боротьби з радянською владою. Наприкінці 1920-х активними пропагандистами ідей фашизму в Харбіні були білі генерали В. Д. Косьмін та В. В. Ричков, а також колишній міністр Приморського уряду братів Меркулових В. Ф. Іванов. Особливо багато прихильників фашистської ідеології було серед студентів юридичного факультету, на якому була створена Російська фашистська організація, яка у 1926 та 1927 представила програмні документи «Наші вимоги» та «Тези російського фашизму». Але серед численних емігрантських організацій вона не зіграла помітної ролі. У травні 1931 була створена Російська фашистська партія, генеральним секретарем та незмінним керівником якої став Костянтин Родзаєвський.

### Російська фашистська партія

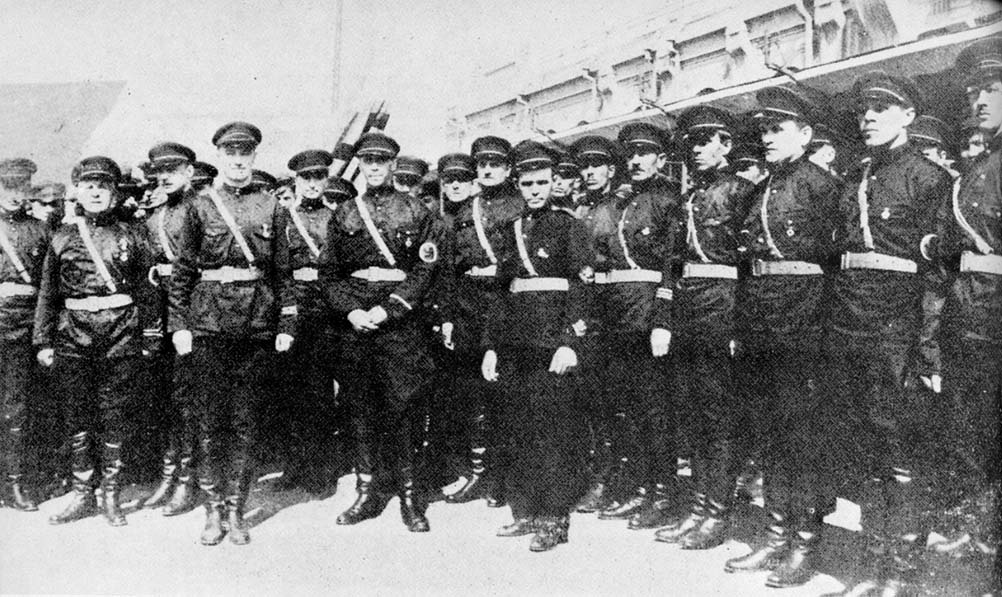
Костянтин Родзаєвський (в центрі зі сплетеними пальцями) зустрічає на харбінському вокзалі А. А. Вонсяцького, 1934 р.

Партійний значок ВФП

Релігійний значок ВФП для православних із зображенням Св. Володимира

Завдяки організаційним здібностям та ораторському таланту К. Родзаєвський зміг перетворити Російську фашистську організацію у впливову політичну партію. Наприкінці 1933 він висунув ідею об'єднання всіх емігрантських фашистських організацій, яку підтримав А. А. Вонсяцький, засновник Всеросійської фашистської організації у США. У лютому-березні 1934 К. Родзаєвський і А. Вонсяцький на зустрічі в Японії домовилися про створення об'єднаної фашистської партії з центром у Харбіні, у якій Вонсяцький обійняв посаду голови партії, а Родзаєвський — генерального секретаря центрального виконавчого комітету. Наприкінці квітня 1934 відбувся другий з'їзд Російської фашистської партії, на якому було проголошено створення Всеросійської фашистської партії (ВФП). Однак новостворена партія проіснувала недовго — у грудні 1934 відносини між Родзаєвським та Вонсяцьким були розірвані через несприйняття останнім радикальних антисемітських поглядів Родзаєвського та його прибічників, також причиною розриву слугувало те, що Вонсяцький виступав проти співробітництва з отаманом Семеновим, який дискредитував себе ще за часів Громадянської війни. Влітку 1935 відбувся другий з'їзд ВФП, на якому було ухвалено виключення з партії Вонсяцького. Після цього головою ВФП став Родзаєвський. У липні 1935 відбувся третій з'зд ВФП, на якому метою партії було оголошено звільнення Росії «від єврейського комунізму будь-якою ціною», основою майбутнього державного устрою названо «вільно обрані ради, що опираються на об'єднання всього народонаселення в професійні та виробничі національні союзи», а керівну роль у новій російській державі мала виконувати Національна партія, тобто ВФП. Також були визначені партійні організаційні структури, створений текст присяги для вступу в партію. Гаслом партії було обрано слова «Бог, труд, нация», що підкреслювали намагання Родзаєвського створити «національно-трудовий рух російського народу», підкреслити поєднання релігії з націоналізмом та першочергове значення розумової та фізичної праці. У 1939 ВФП була перейменована у Російський фашистський союз (РФС).

### Припинення діяльності
Наприкінці 1930-х років у керівництві РФС відбувся розкол: один із засновників партії М. Матковський (як виявилося влітку 1945 — агент НКВС), який фактично був «рушійною силою» російських харбінських фашистів, разом зі своїми прибічниками виступив проти політики антисемітизму та співробітництва з японською жандармерією. Однак повного розриву Матковського з партією не відбулося. Японська влада зі свого боку активніше почала контролювати РФС та навіть заборонила спеціальний номер видання «Наш шлях» (рос. «Наш путь») від 25 червня 1941, у якому схвалювався напад нацистської Німеччини на СРСР. 1 липня 1943 японська адміністрація заборонила діяльність РФС, після чого він був перейменований у Союз національно-трудової Росії.
З кінця 1943 діяльність російської фашистської організації почала поступово припинятися через відсутність підтримки з боку японської влади. Після вступу Червоної армії до Маньчжурії Родзаєвський з декількома прибічниками втік до Тяньцзіню, а пізніше, перебравшись до Пекіна, добровільно здався радянській владі. 25 жовтня 1945 Родзаєвського перевезли до м. Чанчунь (колишній Сіньцзін), де й заарештували. Наприкінці серпня 1946 Родзаєвського було засуджено до смертної кари, після чого розстріляно.

## Ідеологія

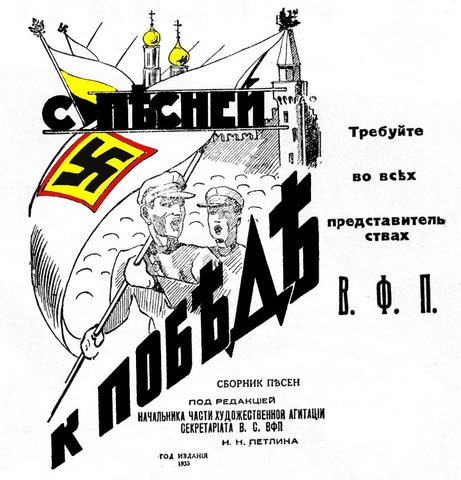
Агітаційний плакат збірки пісень ВФП
«С песней к победе!»

Основою ідеології та діяльності Російської фашистської партії в Маньчжурії були антикомунізм, антирадянська риторика й антисемітизм. Така позиція пояснюється тим, що керівництво та члени партії не могли прийняти «інтернаціоналізм», який офіційно сповідували радянські комуністи, розглядаючи його як «зневагу до Росії та росіян, заперечення російського народу». Головні задачі партії полягали у здійсненні національної революції в Росії, поваленні радянської влади та встановленні фашистської диктатури. Ці завдання були викладені у програмних документах партії — «Монархія або республіка», «Наша зброя», «Форми боротьби», «Фашистський світогляд», «Тактика В. Ф. П.», «Обличчям до Росії», «Держава російської нації» та ін. У 1933 РФП поставила собі за мету підготовку російської еміграції до проникнення в Росію та здійснення національної революції. Партія фашистів розглядалася Родзаєвським спочатку як провідна сила «активної еміграції», потім — як авангард всієї російської нації. В середині 1934 лідери ВФП вирішили створити нову програму, для чого було сформовано спеціальний орган — Ідеологічну раду. Проект програми, розроблений радою, було ухвалено на третьому з'їзді ВФП у 1935.
Більша частина російських емігрантів у Харбіні доволі прохолодно ставилася до фашистського руху, однак, тим не менш, партія знаходила своїх прихильників — головним чином серед російської емігрантської молоді. Деякі з них вважали, що однією з причин поразки Білого руху в Росії є те, що «білі» не змогли протиставити більшовицьким гаслам власних позитивних гасел, та вірили в обіцянки Родзаєвського відтворити «велику, єдину та неподільну» Росію.

### Періодичні видання
Російський емігрантський фашизм мав власні періодичні видання: газету «Наш путь» (Харбін, виходила щодня), журнал «Нация» (Шанхай, виходив щомісяця), щоденний додаток до газети «Возрождение Азии» (Тяньцзінь), «Русскую газету» (Сан-Паулу (Бразилія), виходила щодня) та газету «Русь» (Софія (Болгарія), виходила щомісяця).

### Напрямки діяльності
У 1933 було визначено поточні напрямки діяльності партії:
- «мобілізація активного зарубіжжя» — створення відділів Російської фашистської партії;
- «обличчям до Росії» — детальне вивчення всіх сторін життя СРСР;
- «хвилі пропаганди у Росію» — пересилка до СРСР антикомуністичної літератури й агітаторів.

Таким чином, партія Родзаєвського претендувала також на об'єднавчу та керівну роль у середовищі російської еміграції.
Головні напрями антирадянської діяльності включали доставку фашистської літератури на територію СРСР, організацію терористичних актів, повстань тощо. Діяльність російських фашистів на території Маньчжурії повністю контролювалася японською військовою владою.
З 1934 в Харбіні функціонувала Вища партійна школа, що займалася підготовкою керівних кадрів, агітаторів та організаторів, які розглядалися фашистами як «майбутні будівельники Російської фашистської споруди».
У 1936 під керівництвом японського офіцера Судзукі був створений «Перший фашистський загін порятунку Батьківщини» (рос. «Первый фашистский отряд спасения Родины»), який згодом був перекинутий японцями на територію СРСР. Однак незабаром він був знищений військами НКВС неподалік станції Амазар.
У 1937 у Харбіні була створена особлива секретна «школа організаторів», що займалася підготовкою керівників підривної роботи на території СРСР. Начальником школи став К. Родзаєвський, помічником начальника — Л. Охотін.

## Форма одягу
Форма одягу членів партії складалася з чорної сорочки, чорного кітелю із золотими ґудзиками зі свастикою, чорної фуражки з помаранчевим кантом та свастикою на кокарді посередині, ременя з портупеєю, чорних штанів-галіфе з помаранчевим кантом та чобіт; на лівому рукаві сорочки та кітеля трохи вище ліктя було нашите помаранчеве коло, оточене білою стрічкою, з чорною свастикою посередині. На обшлазі лівої руки нашивалися партійні ієрархічні знаки.

## Дочірні організації
У 1934 при ВФП були створені наступні дочірні організації:
- Російський жіночий фашистський рух (1 травня 1941 перейменований у Спілку російських жінок) — входив до ВФП як автономна організація, керівний центр його ухвалювався на з'їздах ВФП, загальне керівництво роботою належало голові ВФП через Керівний центр Руху. Постанови Керівного центру Руху набували чинності після затвердження їх Головою ВФП;
- Союз Юних Фашистів — Авангард — молодіжна організація, до якої входили юнаки російської національності віком від 10 до 16 років. Ідеологія й тактика Спілки повністю визначалися ідеологією й тактикою ВФП. Головою організації був Начальник Авангарду, що назначався Головою ВФП, інші керівники назначалися наказами Начальника Авангарду;
- Спілка Юних Фашисток — Авангард — молодіжна організація, до якої входили дівчата російської національності віком від 10 до 16 років. Ідеологія й тактика Спілки повністю визначалися ВФП;
- Союз фашистських крихіток — дитяча організація, до якої входили російські діти, що «вірять у Бога, люблять Росію та поважають Працю». Членами Спілки могли бути діти російських емігрантів віком від 3 до 10 років, для вступу було достатньо лише записки батьків про згоду. Після досягнення 10-річного віку дітей переводили до Авангарду;
- Спілка Фашистської Молоді — молодіжна організація, створена у 1936, до якої автоматично входили всі члени організацій ВФП віком від 16 до 25 років. Ідеологія й тактика Спілки повністю визначалися ідеологією й тактикою ВФП;
- Антикомуністична Спілка Молоді — створена 12 квітня 1939; до неї входили Спілка Фашистської Молоді, Спілка Націоналістичної Молоді, Молода імені отамана Семенова станиця та ін.[3]

## Чисельність
Стосовно кількості членів Російської фашистської партії точних даних немає; за приблизними даними, їхня чисельність коливається від 4 тис. до 20 тис. осіб. Однак навіть така приблизна оцінка вказує на непересічність російського фашистського руху на Далекому Сході.